# Grande Mèsule
Le Grande Mèsule en italien ou Großer Möseler en allemand est un sommet des Alpes, à 3 479 ou 3 480 m, dans les Alpes de Zillertal, entre l'Autriche (Tyrol) et l'Italie (province autonome de Bolzano).